# 몽골 여자 농구 국가대표팀
몽골 여자 농구 국가대표팀(몽골어: Монголын сагсан бөмбөгийн эмэгтэйчүүдийн шигшээ баг)은 몽골의 여자 농구 국가대표팀이다. 

## 역대 성적

### FIBA 아시아컵
- 2023년 디비전B: 7위

### 아시안 게임
- 2014: 8위
- 2018: 8위
- 2022: 10위

## 역대 감독
- 바상수렝깅 망돌
- 어덩바타링 바야르척트
- 미샤깅 아마르자르갈